# Hold Me Closer
«Hold Me Closer» (укр. Тримай мене ближче) — пісня шведської співачки Корнелії Джейкобс, з якою вона представляла свою країну на Пісенному конкурсі Євробачення 2022 в Турині, Італія після перемоги на Melodifestivalen 2022. Пісня принесла Швеції 4 місце з 438 балами. «Hold Me Closer» стала найкращою шведською заявкою на Євробаченні за останні сім років з моменту останньої перемоги країни й здобула найбільшу кількість балів, коли-небудь отриманих шведською заявкою у фіналі.

## Пісенний конкурс Євробачення

### Відбір— Melodifestivalen 2022
Джейкобс була оголошена учасницею Melodifestivalen 2022, шведського національного відбору на пісенний конкурс Євробачення, з піснею «Hold Me Closer» 26 листопада 2021 року. У першому півфіналі відбору, який відбувся 5 лютого 2022 року, після технічного збою під час трансляції шоу, голосування через мобільний застосунок конкурсу не вдалося, і в результаті були підраховані лише голоси, надіслані з телефону, попри те, що телефонні дзвінки та повідомлення зазвичай складають лише одну з восьми категорій голосування, які визначають фіналістів на Melodifestivalen. «Hold Me Closer» отримала найбільшу кількість телефонних голосів, що дозволило Корнелії Джейкобс кваліфікуватися безпосередньо до фіналу.
Фінал Melodifestivalen відбувся 12 березня, де «Hold Me Closer» виграла конкурс, отримавши найбільшу кількість балів від міжнародного журі та друге за кількістю балів місце від шведської публіки.

### На Євробаченні

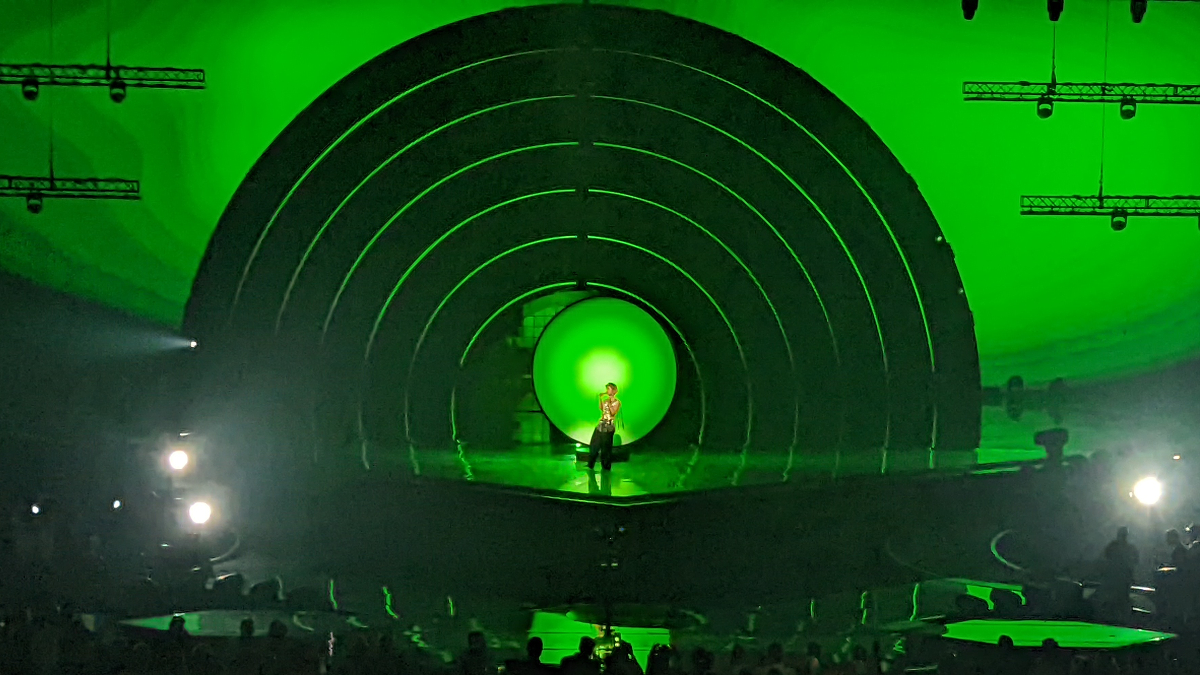
Корнелія Джейкобс виконує «Hold Me Closer» у другому півфіналі Євробачення 2022

Як переможниця Melodifestivalen, Джейкобс отримала право представляти Швецію на пісенному конкурсі Євробачення 2022 в Турині з «Hold Me Closer». Пісня змагалася у другому півфіналі 12 травня, де вийшла у фінал, посівши перше місце у півфіналі, отримавши найбільшу кількість балів як журі (222 бали), та 174 бали від глядачів — однаково з учасницею з Сербії, тому країни розділили перше місце за балами від телеголосування.
У фіналі Швеція вважалася однією з фавориток на перемогу в конкурсі, а також була нагороджена композиторською премією імені Марселя Безансона за найкращу та найоригінальнішу композицію. Фінал Євробачення 2022 відбувся 14 травня. Швеція отримала 258 балів від журі (2 місце) та 180 від глядачів (6 місце), які в сумі принесли Корнелії Джейкобс 438 балів та четверте місце в загальному заліку.

## Чарти

### Чарти на кінець року
| Чарт (2022)                | Позиція |
| -------------------------- | ------- |
| Швеція (Sverigetopplistan) | 7       |

### Тижневі чарти
| Чарт (2022)                                 | Пікова позиція |
| ------------------------------------------- | -------------- |
| Австралія Digital Tracks (ARIA)             | 41             |
| Фінляндія (Suomen virallinen lista)         | 9              |
| Німеччина Download (Official German Charts) | 7              |
| Global Excl. US (Billboard)                 | 132            |
| Греція International (IFPI)                 | 50             |
| Ісландія (Plötutíðindi)                     | 2              |
| Ірландія (IRMA)                             | 38             |
| Литва (AGATA)                               | 5              |
| Литва (AGATA, Eurovision version)           | 49             |
| Нідерланди (Single Top 100)                 | 76             |
| Норвегія (VG-lista)                         | 15             |
| Португалія (AFP)                            | 135            |
| Іспанія (PROMUSICAE)                        | 88             |
| Швеція (Sverigetopplistan)                  | 1              |
| Швейцарія (Schweizer Hitparade)             | 53             |
| Велика Британія Singles (OCC)               | 59             |

## Нагороди на номінації
| Рік  | Премія                   | Нагорода              | Результат |
| ---- | ------------------------ | --------------------- | --------- |
| 2022 | Премія Марселя Безансона | Нагорода композиторів | Перемога  |
| 2022 | Rockbjörnen              | Шведська пісня року   | Перемога  |
| 2022 | Musikplats Stockholm     | Пісня року            | Перемога  |
| 2022 | Musikförläggarnas Pris   | Пісня року            | Перемога  |
| 2023 | Grammis                  | Пісня року            | Номінація |